# Đất Đỏ (huyện)
Đất Đỏ là một huyện cũ thuộc tỉnh Bà Rịa – Vũng Tàu, Việt Nam.

## Địa lý

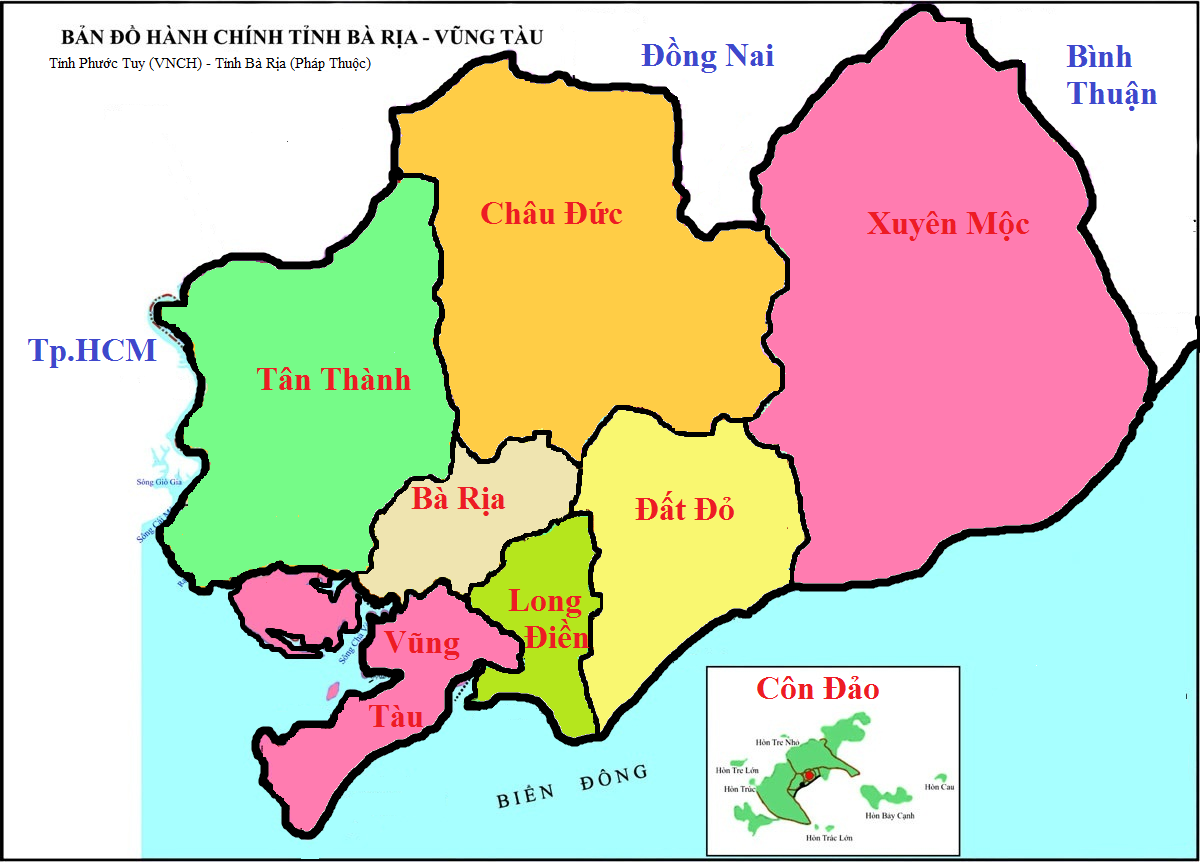
Vị trí huyện Đất Đỏ trên bản đồ tỉnh Bà Rịa – Vũng Tàu

Huyện Đất Đỏ nằm ở ven biển phía đông nam tỉnh Bà Rịa – Vũng Tàu, có vị trí địa lý:
- Phía đông giáp huyện Xuyên Mộc và biển Đông
- Phía tây giáp huyện Long Điền và thành phố Bà Rịa
- Phía nam giáp biển Đông
- Phía bắc giáp huyện Châu Đức.

Huyện có diện tích 189,58 km², dân số năm 2017 là 77.367 người, mật độ dân số đạt 408 người/km².

## Lịch sử
Dưới thời Việt Nam Cộng hòa, Đất Đỏ là một quận thuộc tỉnh Phước Tuy.
Sau năm 1975, chính quyền sáp nhập quận Đất Đỏ và quận Long Điền thành huyện Long Đất, tỉnh Đồng Nai.
Ngày 12 tháng 8 năm 1991, huyện Long Đất thuộc tỉnh Bà Rịa – Vũng Tàu mới thành lập.
Ngày 9 tháng 12 năm 2003, Chính phủ ban hành Nghị định 152/2003/NĐ-CP. Theo đó, chia huyện Long Đất thành hai huyện Long Điền và Đất Đỏ.
Sau khi thành lập, huyện Đất Đỏ có 18.957,63 ha diện tích tự nhiên và 62.830 người với 8 đơn vị hành chính trực thuộc, gồm các xã: Láng Dài, Lộc An, Long Mỹ, Long Tân, Phước Hải, Phước Hội, Phước Long Thọ, Phước Thạnh. Huyện lỵ của huyện đặt tại xã Phước Long Thọ.
Ngày 11 tháng 12 năm 2006, Chính phủ ban hành Nghị định 149/2006/NĐ-CP. Theo đó:
- Thành lập thị trấn Đất Đỏ, thị trấn huyện lỵ huyện Đất Đỏ trên cơ sở toàn bộ diện tích, dân số của xã Phước Thạnh và một phần diện tích, dân số của xã Phước Long Thọ.
- Thành lập thị trấn Phước Hải trên cơ sở toàn bộ diện tích và dân số của xã Phước Hải.

Đến cuối năm 2023, huyện Đất Đỏ có 8 đơn vị hành chính cấp xã trực thuộc, bao gồm 2 thị trấn: Đất Đỏ (huyện lỵ), Phước Hải và 6 xã: Láng Dài, Lộc An, Long Mỹ, Long Tân, Phước Hội, Phước Long Thọ.
Ngày 24 tháng 10 năm 2024, Ủy ban Thường vụ Quốc hội ban hành Nghị quyết số 1256/NQ-UBTVQH15 về việc sắp xếp đơn vị hành chính cấp huyện, cấp xã của tỉnh Bà Rịa – Vũng Tàu giai đoạn 2023 – 2025 (nghị quyết có hiệu lực từ ngày 1 tháng 1 năm 2025). Theo đó, sáp nhập huyện Đất Đỏ với huyện Long Điền để tái lập huyện Long Đất.

## Người Đất Đỏ
- Võ Thị Sáu, liệt sĩ.
- Dương Bạch Mai, xã Long Mỹ có lăng mộ của gia tộc Dương Bạch Mai.